# Катерин (Аризона)
Катерин (англ. Katherine) — переписна місцевість (CDP) в США, в окрузі Могаве штату Аризона. Населення — 76 осіб (2020).

## Географія
Катерин розташований за координатами 35°13′15″ пн. ш. 114°33′41″ зх. д. / 35.22083° пн. ш. 114.56139° зх. д. (35.220770, -114.561326).  За даними Бюро перепису населення США в 2010 році переписна місцевість мала площу 11,97 км², з яких 9,79 км² — суходіл та 2,18 км² — водойми.

## Демографія
Згідно з переписом 2010 року, у переписній місцевості мешкали 103 особи в 57 домогосподарствах у складі 29 родин. Густота населення становила 9 осіб/км².  Було 158 помешкань (13/км²).
Расовий склад населення:
| - 98,1 % — білих - 1,0 % — корінних американців - 1,0 % — азіатів |

До двох чи більше рас належало 0,0 %. Частка іспаномовних становила 5,8 % від усіх жителів.
За віковим діапазоном населення розподілялося таким чином: 7,8 % — особи молодші 18 років, 55,3 % — особи у віці 18—64 років, 36,9 % — особи у віці 65 років та старші. Медіана віку мешканця становила 56,8 року. На 100 осіб жіночої статі у переписній місцевості припадало 134,1 чоловіків;  на 100 жінок у віці від 18 років та старших — 120,9 чоловіків також старших 18 років.
Середній дохід на одне домашнє господарство  становив 36 840 доларів США (медіана — 33 611), а середній дохід на одну сім'ю — 55 663 долари (медіана — 39 500). 
Цивільне працевлаштоване населення становило 43 особи. Основні галузі зайнятості: мистецтво, розваги та відпочинок — 32,6 %, освіта, охорона здоров'я та соціальна допомога — 32,6 %, науковці, спеціалісти, менеджери — 30,2 %.